# Schistidium apocarpum
Schistidium apocarpum là một loài Rêu trong họ Grimmiaceae. Loài này được (Hedw.) Bruch & Schimp. mô tả khoa học đầu tiên năm 1845.

## Hình ảnh

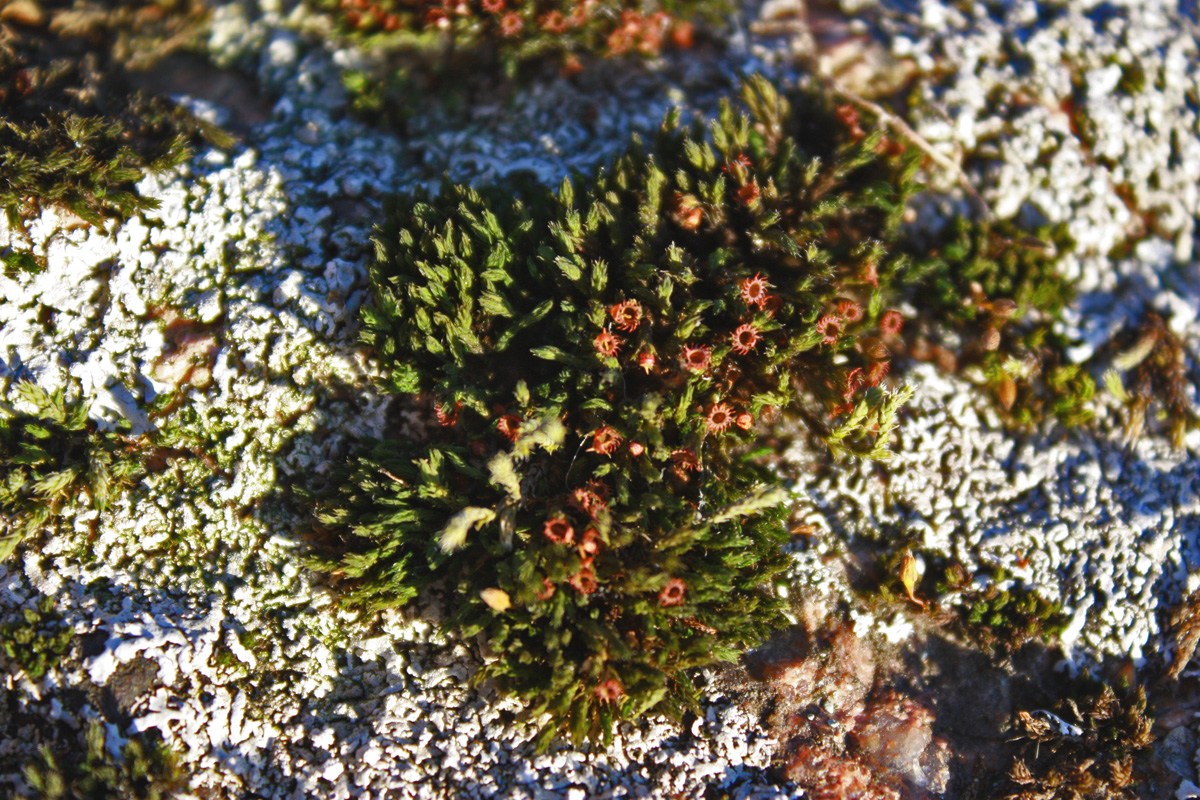
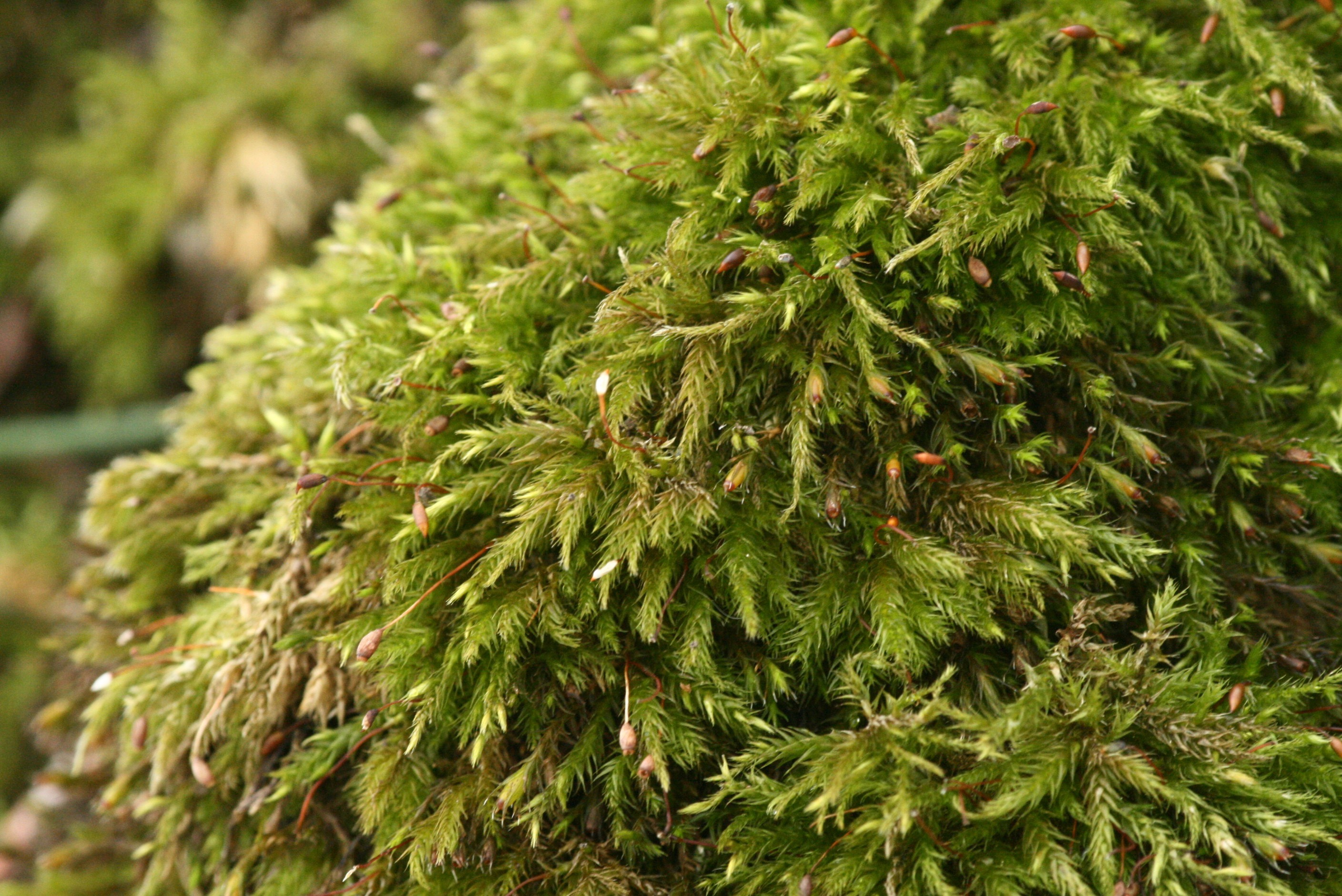
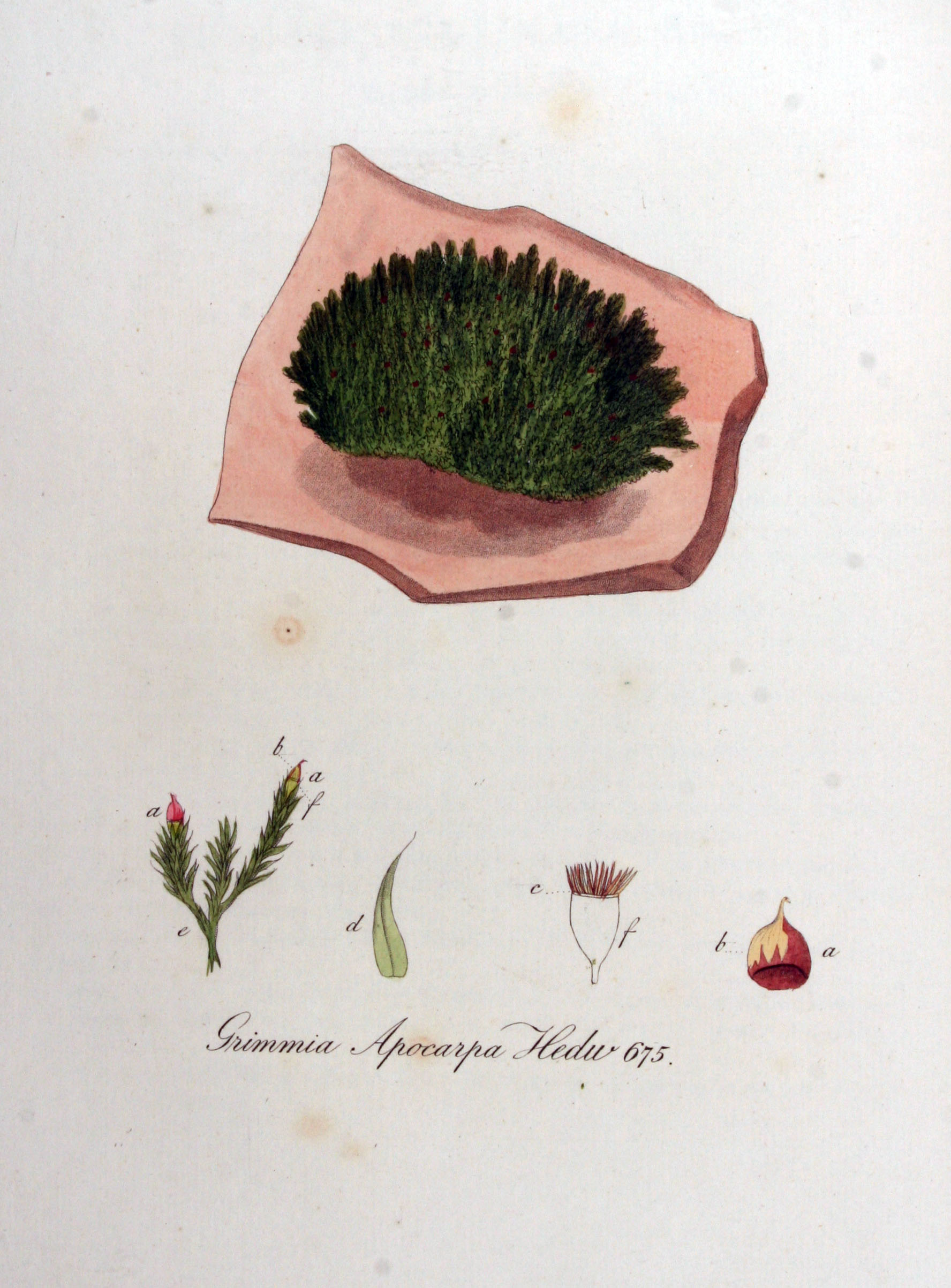
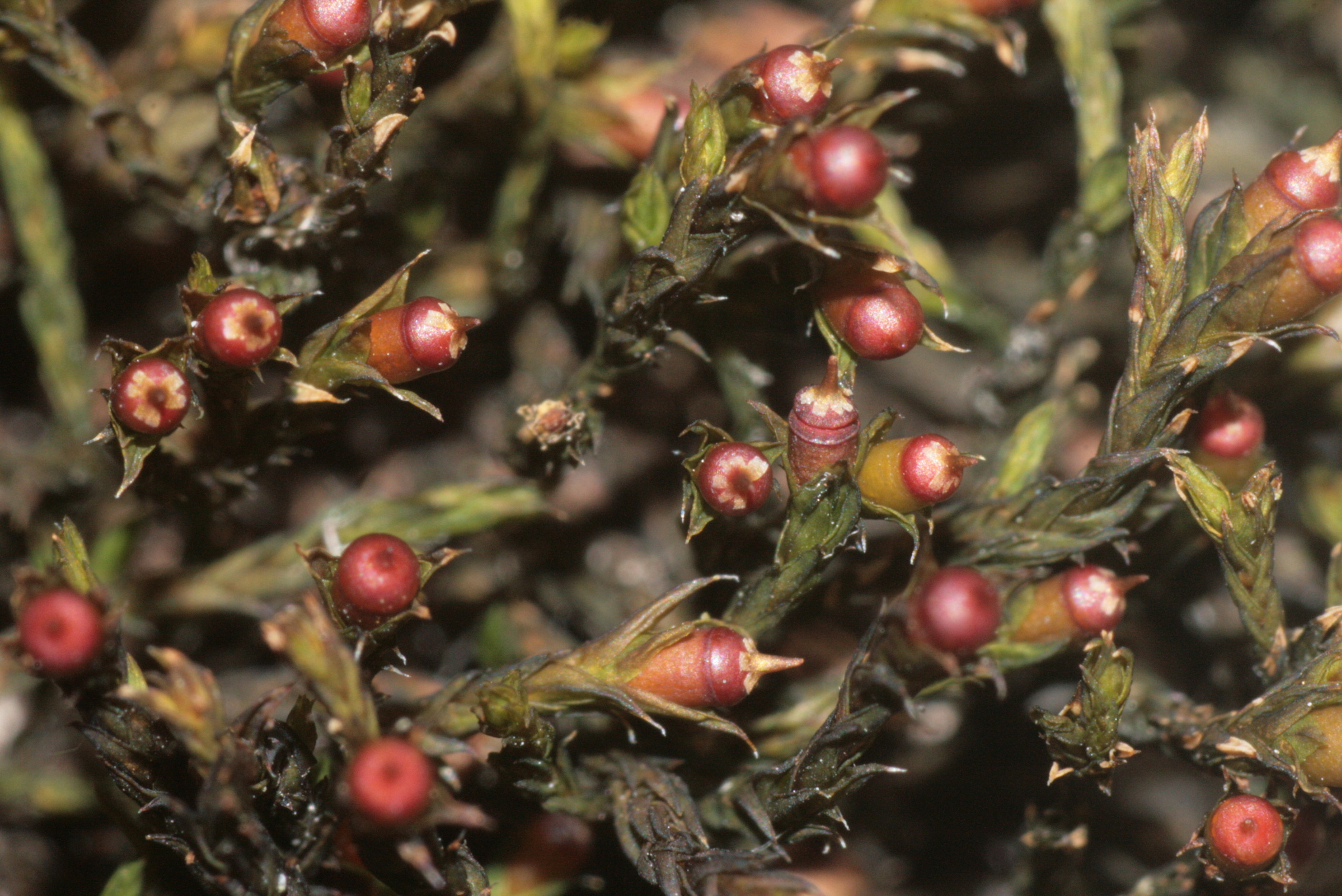